# گرینیدا (میسیسیپی)
گرینیدا (به انگلیسی: Grenada) شهری در ایالت میسیسیپی کشور ایالات متحده آمریکا است که جمعیت آن در سرشماری سال ۲۰۱۰ میلادی، ۱۳٬۰۹۲
نفر بوده‌است.